# Izland a 2012. évi nyári olimpiai játékokon
Izland a nagy-britanniai Londonban megrendezett 2012. évi nyári olimpiai játékok egyik részt vevő nemzete volt. Az országot az olimpián 6 sportágban 28 sportoló képviselte, akik érmet nem szereztek.

## Atlétika
Férfi
| Versenyző            | Versenyszám | Eredmény | Helyezés |
| -------------------- | ----------- | -------- | -------- |
| Kári Steinn Karlsson | Maraton     | 2:18:47  | 42.      |

| Versenyző                | Versenyszám | Selejtező | Selejtező | Döntő    | Döntő    |
| Versenyző                | Versenyszám | Eredmény  | Helyezés  | Eredmény | Helyezés |
| ------------------------ | ----------- | --------- | --------- | -------- | -------- |
| Óðinn Björn Þorsteinsson | Súlylökés   | 17,62 m   | 36.       | kiesett  | kiesett  |

Női
| Versenyző          | Versenyszám   | Selejtező | Selejtező | Döntő    | Döntő    |
| Versenyző          | Versenyszám   | Eredmény  | Helyezés  | Eredmény | Helyezés |
| ------------------ | ------------- | --------- | --------- | -------- | -------- |
| Ásdís Hjálmsdóttir | Gerelyhajítás | 62,77 m   | 8.        | 59,08 m  | 11.      |

## Cselgáncs
Férfi
| Versenyző        | Versenyszám | Selejtező         | 32-es főtábla                      | Nyolcaddöntő      | Negyeddöntő       | Elődöntő          | Vigaszág elődöntő | Bronz- mérkőzés   | Döntő             | Helyezés |
| Versenyző        | Versenyszám | Ellenfél Eredmény | Ellenfél Eredmény                  | Ellenfél Eredmény | Ellenfél Eredmény | Ellenfél Eredmény | Ellenfél Eredmény | Ellenfél Eredmény | Ellenfél Eredmény | Helyezés |
| ---------------- | ----------- | ----------------- | ---------------------------------- | ----------------- | ----------------- | ----------------- | ----------------- | ----------------- | ----------------- | -------- |
| Þormóður Jónsson | Nehézsúly   |                   | Rafael Silva (BRA) · 000(0)–100(0) | kiesett           | kiesett           | kiesett           |                   |                   |                   | 17.      |

## Kézilabda

### Férfi
| Izlandi férfi kézilabdacsapat-játékoskeret | Izlandi férfi kézilabdacsapat-játékoskeret |
| --- | --- |
| - Björgvin Gustavsson - Vignir Svavarsson - Kári Kristján Kristjánsson - Aron Pálmarsson - Ingimundur Ingimundarson - Ásgeir Örn Hallgrímsson - Arnór Atlason - Guðjón Valur Sigurðsson | - Snorri Guðjónsson - Ólafur Stefánsson - Alexander Petersson - Hreiðar Guðmundsson - Sverre Jakobsson - Róbert Gunnarsson - Szövetségi kapitány: Guðmundur Guðmundsson |

#### Eredmények
Csoportkör
A csoport
| Csapat               | M | Gy | D | V | G+  | G–  | Gk  | P  |
| -------------------- | - | -- | - | - | --- | --- | --- | -- |
| Izland (ISL)         | 5 | 5  | 0 | 0 | 167 | 132 | +35 | 10 |
| Franciaország (FRA)  | 5 | 4  | 0 | 1 | 159 | 110 | +49 | 8  |
| Svédország (SWE)     | 5 | 3  | 0 | 2 | 156 | 115 | +41 | 6  |
| Tunézia (TUN)        | 5 | 2  | 0 | 3 | 121 | 125 | −4  | 4  |
| Argentína (ARG)      | 5 | 1  | 0 | 4 | 113 | 138 | −25 | 2  |
| Nagy-Britannia (GBR) | 5 | 0  | 0 | 5 | 96  | 182 | −86 | 0  |

| 2012. július 29. 09:30 (10:30) | Izland (ISL) | 31–25       | Argentína (ARG) | Copper Box, London Nézőszám: 3701 Játékvezetők: Geipel, Helbig (GER) |
| 2012. július 29. 09:30 (10:30) | Sigurðsson 9 | (15–14)     | D. Simonet 5    | Copper Box, London Nézőszám: 3701 Játékvezetők: Geipel, Helbig (GER) |
| 2012. július 29. 09:30 (10:30) | 6× 3×        | Jegyzőkönyv | 1× 3×           | Copper Box, London Nézőszám: 3701 Játékvezetők: Geipel, Helbig (GER) |

| 2012. július 31. 9:30 (10:30) | Tunézia (TUN) | 22–32       | Izland (ISL) | Copper Box, London Nézőszám: 3559 Játékvezetők: Al-Nuaimi, Omar (UAE) |
| 2012. július 31. 9:30 (10:30) | Bannour 10    | (8–19)      | Pálmarsson 8 | Copper Box, London Nézőszám: 3559 Játékvezetők: Al-Nuaimi, Omar (UAE) |
| 2012. július 31. 9:30 (10:30) | 3× 4×         | Jegyzőkönyv | 5× 4×        | Copper Box, London Nézőszám: 3559 Játékvezetők: Al-Nuaimi, Omar (UAE) |

| 2012. augusztus 2. 21:15 (22:15) | Svédország (SWE) | 32–33       | Izland (ISL) | Copper Box, London Nézőszám: 4590 Játékvezetők: Nachevski, Nikolov (MKD) |
| 2012. augusztus 2. 21:15 (22:15) | Källman 9        | (13–17)     | Pálmarsson 9 | Copper Box, London Nézőszám: 4590 Játékvezetők: Nachevski, Nikolov (MKD) |
| 2012. augusztus 2. 21:15 (22:15) | 3× 3×            | Jegyzőkönyv | 8× 3×        | Copper Box, London Nézőszám: 4590 Játékvezetők: Nachevski, Nikolov (MKD) |

| 2012. augusztus 4. 19:30 (20:30) | Izland (ISL) | 30–29       | Franciaország (FRA) | Copper Box, London Nézőszám: 4521 Játékvezetők: Krstić, Ljubić (SLO) |
| 2012. augusztus 4. 19:30 (20:30) | Petersson 6  | (16–15)     | Fernandez 9         | Copper Box, London Nézőszám: 4521 Játékvezetők: Krstić, Ljubić (SLO) |
| 2012. augusztus 4. 19:30 (20:30) | 7× 3×        | Jegyzőkönyv | 4× 2×               | Copper Box, London Nézőszám: 4521 Játékvezetők: Krstić, Ljubić (SLO) |

| 2012. augusztus 6. 16:15 (17:15) | Izland (ISL) | 41–24       | Nagy-Britannia (GBR) | Copper Box, London Nézőszám: 4856 Játékvezetők: Abdulla, Bamutref (QAT) |
| 2012. augusztus 6. 16:15 (17:15) | Sigurðsson 8 | (18–15)     | Larsson 9            | Copper Box, London Nézőszám: 4856 Játékvezetők: Abdulla, Bamutref (QAT) |
| 2012. augusztus 6. 16:15 (17:15) | 4× 3×        | Jegyzőkönyv | 5× 3×                | Copper Box, London Nézőszám: 4856 Játékvezetők: Abdulla, Bamutref (QAT) |

Negyeddöntő
| 2012. augusztus 8. 11:00 (12:00) | Izland (ISL) | 33–34 (h. u.)         | Magyarország (HUN) | Basketball Arena, London Nézőszám: 9063 Játékvezetők: Lazaar, Reveret (FRA) |
| 2012. augusztus 8. 11:00 (12:00) | Sigurðsson 8 | (12–16, 27–27, 30–30) | Nagy 9             | Basketball Arena, London Nézőszám: 9063 Játékvezetők: Lazaar, Reveret (FRA) |
| 2012. augusztus 8. 11:00 (12:00) | 2× 3×        | Jegyzőkönyv           | 4× 3×              | Basketball Arena, London Nézőszám: 9063 Játékvezetők: Lazaar, Reveret (FRA) |

| Csapat       | Helyezés |
| ------------ | -------- |
| Izland (ISL) | 5.       |

## Sportlövészet
Férfi
| Versenyző            | Versenyszám    | Selejtező | Selejtező | Döntő   | Döntő    |
| Versenyző            | Versenyszám    | Pont      | Helyezés  | Pont    | Helyezés |
| -------------------- | -------------- | --------- | --------- | ------- | -------- |
| Ásgeir Sigurgeirsson | Légpisztoly    | 580       | 14.       | kiesett | kiesett  |
| Ásgeir Sigurgeirsson | Szabadpisztoly | 544       | 32.       | kiesett | kiesett  |

## Tollaslabda
| Versenyző           | Versenyszám | Csoportkör                                                              | Csoportkör | Nyolcaddöntő      | Negyeddöntő       | Elődöntő          | Bronz- mérkőzés   | Döntő             | Helyezés |
| Versenyző           | Versenyszám | Ellenfél Eredmény                                                       | Hely.      | Ellenfél Eredmény | Ellenfél Eredmény | Ellenfél Eredmény | Ellenfél Eredmény | Ellenfél Eredmény | Helyezés |
| ------------------- | ----------- | ----------------------------------------------------------------------- | ---------- | ----------------- | ----------------- | ----------------- | ----------------- | ----------------- | -------- |
| Ragna Ingólfsdóttir | Női egyes   | Akvilė Stapušaitytė (LTU) · 21–10, 21–16 · Jie Yao (NED) · 12–21, 23–25 | 2.         | kiesett           | kiesett           | kiesett           | kiesett           | kiesett           | 17.      |

## Úszás
Férfi
| Versenyző          | Versenyszám  | Előfutam | Előfutam | Előfutam | Elődöntő | Elődöntő | Elődöntő | Döntő   | Döntő    |
| Versenyző          | Versenyszám  | Idő      | Hely.    | Össz.    | Idő      | Hely.    | Össz.    | Idő     | Helyezés |
| ------------------ | ------------ | -------- | -------- | -------- | -------- | -------- | -------- | ------- | -------- |
| Arni Arnason       | 50 m gyors   | 22,81    | 5.       | 31.      | kiesett  | kiesett  | kiesett  | kiesett | kiesett  |
| Anton Sveinn McKee | 1500 m gyors | 15:29,40 | 3.       | 25.      | kiesett  | kiesett  | kiesett  | kiesett | kiesett  |
| Anton Sveinn McKee | 400 m vegyes | 4:25,06  | 2.       | 31.      | kiesett  | kiesett  | kiesett  | kiesett | kiesett  |
| Jakob Sveinsson    | 100 m mell   | 1:02,65  | 5.       | 36.      | kiesett  | kiesett  | kiesett  | kiesett | kiesett  |
| Jakob Sveinsson    | 200 m mell   | 2:16,72  | 7.       | 31.      | kiesett  | kiesett  | kiesett  | kiesett | kiesett  |

Női
| Versenyző                                                                        | Versenyszám            | Előfutam | Előfutam | Előfutam | Elődöntő | Elődöntő | Elődöntő | Döntő   | Döntő    |
| Versenyző                                                                        | Versenyszám            | Idő      | Hely.    | Össz.    | Idő      | Hely.    | Össz.    | Idő     | Helyezés |
| -------------------------------------------------------------------------------- | ---------------------- | -------- | -------- | -------- | -------- | -------- | -------- | ------- | -------- |
| Sarah Bateman                                                                    | 50 m gyors             | 25,28    | 1.       | 16.**    | kiesett  | kiesett  | kiesett  | kiesett | kiesett  |
| Sarah Bateman                                                                    | 100 m pillangó         | 59,87    | 4.       | 32.      | kiesett  | kiesett  | kiesett  | kiesett | kiesett  |
| Eygló Ósk Gústafsdóttir                                                          | 100 m hát              | 1:02,40  | 2.       | 32.      | kiesett  | kiesett  | kiesett  | kiesett | kiesett  |
| Eygló Ósk Gústafsdóttir                                                          | 200 m hát              | 2:11,31  | 6.       | 20.      | kiesett  | kiesett  | kiesett  | kiesett | kiesett  |
| Eygló Ósk Gústafsdóttir                                                          | 200 m vegyes           | 2:16,81  | 6.       | 28.*     | kiesett  | kiesett  | kiesett  | kiesett | kiesett  |
| Hrafnhildur Luthersdóttir                                                        | 200 m mell             | 2:29,60  | 3.       | 28.      | kiesett  | kiesett  | kiesett  | kiesett | kiesett  |
| Eygló Ósk Gústafsdóttir Hrafnhildur Luthersdóttir Sarah Bateman Eva Hannesdóttir | 4 × 100 m vegyes váltó | 4:07,09  | 8.       | 15.      |          |          |          | kiesett | kiesett  |

* - egy másik versenyzővel azonos eredményt ért el

** - két másik versenyzővel azonos eredményt ért el, szétúszásban 26,03-as idővel a 3. lett és kiesett